# Michael Berns

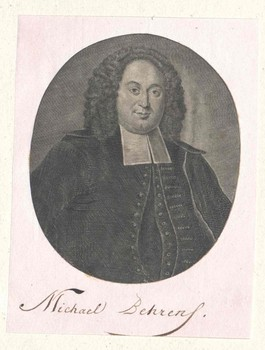
Michael Berns

Michael Berns, auch Bern, Berens, Behrens (* 22. September 1657 in Buxtehude; † 15. Januar 1728 in Wandsbek) war ein deutscher Theologe der lutherischen Orthodoxie und Magister der Philosophie.

## Leben und Wirken
Michael Berns war ein Sohn von Johann Berens. Der Name der Mutter ist nicht dokumentiert. Er besuchte eine Schule in Stade und das Akademische Gymnasium in Hamburg. Danach studierte er Theologie an Universitäten in Gießen, Jena und Wittenberg. Ab 1684 arbeitete er als Diakon, ab 1689 als Archidiakon in Wesselburen. In dritter Ehe heiratete er Anna Cathrina Michalis (1658–1728), deren Vater Caspar Michaelis als Pastor in Wandsbek tätig war. Nach dem Tod seines Schwiegervaters übernahm Berns bis zu seinem Tod dessen Seelsorgebereich.
Berns, der als wissenschaftlich interessiert und sprachlich begabt galt, wurde durch mehrere Publikationen bekannt. Er sprach sich gegen aufkommende Tendenzen in der Philosophie, so gegen Hobbes und Spinoza aus, äußerte sich aber auch kritisch zum Chiliasmus, dem Enthusiasmus und zur Quäkerbewegung. Er setzte sich besonders kritisch mit der 1710 in Wandsbek und 1711 in Hamburg erschienenen Biblia Pentapla auseinander, die neben der Übersetzung Martin Luthers auch je eine katholische, reformierte, jüdische (Altes Testament), pietistische (Neues Testament) und niederländische Version umfasste. Berns befürchtete, dass die dadurch wahrnehmbaren Unterschiede nur subjektiv ausgelegt werden (lumen internum) und dadurch neue und freie Gedanken aufkommen lassen könnten. Dieser „Greuel“ war aus seiner Sicht in der Lage, die Christenheit zu verwirren.
Berns schrieb hierzu mehrere Bücher, die im Druck erschienen. Im Vorwort des Buches „Altar der Atheisten, der Heyden und der Christen“ kündigte er an, sich in weiteren Werken zu Fragestellungen der Theologie, Philosophie und Naturwissenschaften äußern zu wollen.